# Jonathan Israel
Jonathan Irvine Israel (n. 22 ianuarie 1946, Londra, Anglia, Regatul Unit) este un scriitor britanic despre istoria Țărilor de Jos, Epoca Iluminismului și evreii europeni. Israel a fost numit profesor Andrew W. Mellon la Școala de Studii Istorice a Institutului pentru Studii Avansate, Princeton, New Jersey, în ianuarie 2001. El a fost anterior profesor de Istoria Țărilor de Jos la Universitatea din Londra.
În ultimii ani, Israel și-a concentrat atenția asupra elaborării unei istorii în mai multe volume a Epocii Iluminismului. El pune în opoziție două tabere. „Iluminismul Radical” este întemeiat pe materialismul raționalist dezvoltat de Spinoza. În opoziție cu acesta se află „Iluminismul moderat” pe care îl vede ca profund slăbit de credința în Dumnezeu. În interpretarea extrem de controversată a lui Israel, Iluminismul Radical este principala sursă a ideii moderne de libertate. El susține că Iluminismul moderat, promovat de Locke, Voltaire și Montesquieu, nu a avut nici o contribuție reală la campania împotriva superstiției și ignoranței.

## Biografie
Cariera lui Israel până în 2001 s-a desfășurat în mediul academic din Marea Britanie. El a urmat studii universitare la Queens' College, Cambridge și apoi studii postuniversitare la Universitatea din Oxford și la El Colegio de México, Ciudad de México, obținând doctoratul la Oxford, în 1972. El a fost numit cercetător Sir James Knott la Universitatea din Newcastle upon Tyne în 1970, iar în 1972 s-a mutat la Universitatea din Hull, unde a fost inițial asistent universitar și apoi lector de istoria Europei Moderne. În 1974 el a devenit lector de istoria începutului Europei Moderne la University College din Londra, avansând la gradul de conferențiar de istoria modernă în 1981, apoi a devenit profesor de istoria Țărilor de Jos în 1984. În ianuarie 2001, Israel a devenit profesor de istorie modernă europeană în cadrul Școlii de Studii Istorice a Institutului de Studii Avansate de la Princeton, SUA. În 2007, cu prilejul aniversării a 375 de ani de la nașterea lui Spinoza, el conducea Catedra de Filozofie a Universității din Amsterdam.

## Puncte de vedere
Israel a definit ceea ce el consideră a fi „Iluminismul Radical”, argumentând că acesta își are originea în lucrările lui Spinoza. El argumentează în detaliu că Spinoza „și spinozismul au fost de fapt coloana vertebrală intelectuală a Iluminismului Radical European peste tot, nu numai în Țările de Jos, Germania, Franța, Italia, Scandinavia, dar și în Marea Britanie și Irlanda” și că Iluminismul Radical, orientat către scepticism religios și guvernare republicană, duce la statul liberal-democratic modern.
Israel este un critic aspru al lui Jean-Paul Marat și Maximilien de Robespierre pentru că au respins adevăratele valori ale Iluminismului Radical și au denaturat mult sensul Revoluției Franceze. El a susținut că „cultura și ideologia iacobină din vremea lui Robespierre era un puritanism moral inspirat din ideile lui Rousseau, cufundat în autoritarism, antiintelectualism și xenofobie” și a respins libertatea de exprimare, drepturile fundamentale ale omului și democrația”.

## Premii și distincții
El a fost ales membru al Academiei Britanice în 1992, membru corespondent al Koninklijke Nederlandse Akademie van Wetenschappen (Academia Regală Neerlandeză de Arte și Științe) în 1994, a fost distins cu Premiul Leo Gershoy al American Historical Association în 2001 și a fost făcut cavaler al Ordinului Leului Țărilor de Jos în 2004. În 2008, el a obținut premiul Dr. A.H. Heineken pentru istorie, medicină, studii de mediu și științe cognitive.
În 2010 a fost distins cu Medalia Benjamin Franklin de către Royal Society for the Encouragement of Arts, Manufactures and Commerce (RSA) pentru contribuția sa deosebită la cercetarea epocii Iluminismului.

## Lucrări
- Race, Class and Politics in Colonial Mexico, 1610–70. Oxford Historical Monographs. 1975. ISBN: 0-19-821860-5 HB.
- The Dutch Republic and the Hispanic World, 1606–61. 1982. ISBN: 0-19-826534-4 HB; ISBN: 0-19-821998-9 PB.
- European Jewry in the Age of Mercantilism, 1550–1750. 1985. ISBN: 0-19-821928-8 HB; ISBN: 1-874774-42-0 PB.
- Dutch Primacy in World Trade, 1585–1740. 1989. ISBN: 0-19-821139-2 PB.
- Empires and Entrepots: The Dutch, the Spanish Monarchy and the Jews, 1585–1713. 1990. ISBN: 1-85285-022-1 HB.
- The Anglo-Dutch Moment: Essays on the Glorious Revolution and Its World Impact. 1991. (editor). ISBN: 0-521-39075-3 HB; ISBN: 0-521-54406-8 PB.
- From Persecution to Toleration: Glorious Revolution and Religion in England. 1991. (co-editor) ISBN: 0-19-820196-6 HB.
- The Dutch Republic: Its Rise, Greatness and Fall, 1477–1806. Oxford History of Early Modern Europe. 1995. ISBN: 0-19-873072-1 HB; ISBN: 0-198-20734-4 PB. Documents the golden age of the United Provinces of the Netherlands and its historical context.
- Conflicts of Empires: Spain, the Low Countries and the Struggle for World Supremacy, 1585–1713. 1997. ISBN: 1-85285-161-9 HB.
- Radical Enlightenment: Philosophy and the Making of Modernity, 1650–1750. 2001. ISBN: 0-19-820608-9 HB; ISBN: 0-199-25456-7 PB. Emphasizes the role of 17th century Holland, and Spinoza in particular, in the Enlightenment.
- Diasporas Within a Diaspora: Jews, Crypto-Jews and the World of Maritime Empires (1540–1740). Brill's Series in Jewish Studies. 2002. ISBN: 90-04-12765-8 HB.
- Dutch Jewry: Its History and Secular Culture (1500–2000). Brill's Series in Jewish Studies. 2002. (co-editor) ISBN: 90-04-12436-5 HB.
- Enlightenment Contested: Philosophy, Modernity, and the Emancipation of Man, 1670–1752. 2006. ISBN: 0-19-927922-5 HB.[15][16]
- A Revolution of the Mind: Radical Enlightenment and the Intellectual Origins of Modern Democracy. 2009. ISBN: 978-0-691-14200-5 HB.
- Democratic Enlightenment: Philosophy, Revolution, and Human Rights 1750–1790. 2011. ISBN: 978-0-199-54820-0 HB.[17]
- Revolutionary Ideas: An Intellectual History of the French Revolution from The Rights of Man to Robespierre. 2014. ISBN: 978-0-691-15172-4 HB.

Radical Enlightenment (2001), Enlightenment Contested (2006) și Democratic Enlightenment (2011) constituie o monumentală trilogie despre istoria Iluminării Radicale și despre originile intelectuale ale democrației moderne. A Revolution of the Mind (2009) este o lucrare mai scurtă pe aceeași temă. Lista de mai sus este completă la data de noiembrie 2013.